# Martha Gallison Moore Avery

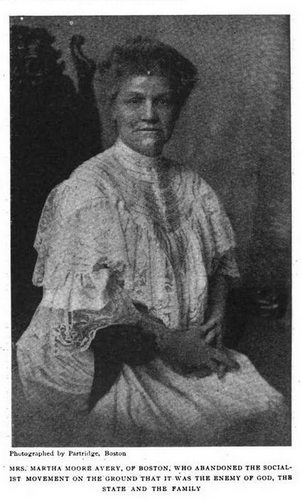
Martha Moore Avery, de uma publicação de 1908.

Martha Gallison Moore-Avery (6 de abril de 1851 – 8 de agosto de 1929) foi uma socialista americana que mais tarde se converteu ao catolicismo e se tornou uma ativista anti-socialista. Após sua conversão, tornou-se fundadora da organização de trabalho católica Common Cause Society e da Catholic Truth Guild, que se tornou o mais extenso apostolado leigo da Igreja Católica na América.

## Primeiros anos
Avery nasceu em Steuben, Maine, em 1851, um dos oito filhos de Albion King Paris Moore e Katherine Leighton Moore. Após a morte de sua mãe, aos 13 anos, mudou-se para morar com seu avô, Samuel Moore, que era membro do Senado do Maine. Mais tarde, em Ellsworth, Maine, ela iniciou um negócio de chapelaria e se envolveu ativamente na vida religiosa, ingressando na igreja Unitária local. Em 1880, ela se casou com outro membro de sua igreja, Millard Fillmore Avery, e logo depois se mudou para Boston, Massachusetts.

## Boston e socialismo
Boston a expôs a uma gama muito mais ampla de pensamentos religiosos e sociais. Lá, ela estudou metafísica com Charles D. Sherman, astrólogo e estudante de pensamento oriental. Ela também ingressou no Nationalist Club, uma sociedade local criada para promover as ideias do autor socialista utópico Edward Bellamy. Seu envolvimento com o socialismo aumentou. Um ano após a morte de seu marido, em 1890, ela se juntou ao Partido Socialista do Trabalho da América e permaneceu líder na política socialista local por vários anos. Em 1896, ela fundou a Karl Marx Class, que mais tarde seria renomeada Escola de Economia Política de Boston.

## Desencanto com o socialismo
Durante esse período, ela se familiarizou com David Goldstein. Em resposta às atividades e ensinamentos extremistas do socialista cristão George D. Herron, eles gradualmente se desencantaram com o que viam como implicações irreligiosas e imorais de uma sociedade socialista até que, em 1902, propuseram uma moção na convenção socialista de Massachusetts para repudiar formalmente quaisquer socialistas que atacaram a religião ou advogaram a violência ou o amor livre. Após a derrota de sua moção pela convenção, eles se retiraram do partido socialista e tornaram-se anti-socialistas fervorosos, publicando em conjunto um livro, Socialism: The Nation of Fatherless Children, em 1903. Neste livro, Avery argumentou que o socialismo inevitavelmente levaria a uma situação em que toda criança era órfã sob o controle do Estado. O livro usa o exemplo da filha de Karl Marx, Eleanor, e como seu "casamento socialista" levou à infelicidade e ao suicídio. .

## Catolicismo romano
Durante esse período, ela se viu desenvolvendo um interesse crescente pelo catolicismo romano. Ela enviou a filha para uma escola católica local por causa de sua alta consideração por essas escolas. Sua filha se converteu ao catolicismo e acabou se tornando freira. Mais tarde, em 1º de maio, Dia Internacional dos Trabalhadores, Avery se converteu ao catolicismo romano.

## Ativismo católico
Ela continuou sendo uma firme defensora da reforma social. No entanto, ela agora baseava suas ideias naquelas apresentadas na encíclica Rerum novarum do papa Leão XIII. Ela foi uma defensora do desenvolvimento de sindicatos e negociação coletiva e esteve intensamente envolvida no novo movimento de justiça social católica. Em 1922, ela se tornou presidente da Common Cause Society, uma organização trabalhista católica, e permaneceria nessa posição pelo resto de sua vida, tornando-se um dos principais defensores de um estado de bem-estar público nos EUA. Ela achava que o capitalismo laissez-faire destruiria a família. Ela também escreveu um livro defendendo suas ideias sobre a Revolução Bolchevique intitulada Bolshevism: Its Cure em 1919.
Ela também passou a acreditar que era importante evangelizar para a Igreja Católica Romana. Em 1916, com seu amigo David Goldstein, ela fundou a Catholic Truth Guild, que ao longo dos anos se tornou o maior apostolado leigo da história da Igreja Católica Romana nos Estados Unidos.
Ela continuou atuando como uma firme defensora da reforma trabalhista e do catolicismo até sua morte, em 1929, da arteriosclerose.

## Sufrágio anti-mulher
Avery era um oponente apaixonado do sufrágio feminino, argumentando que isso servia para destruir a coerência da família. Em 1913, foi nomeada vice-presidente honorária do anti-sufrágio Guidon Club. Em 1912, ela fez uma turnê de palestras em Ohio em nome da Associação de Ohio contra o sufrágio feminino; em 1915, ela fez uma excursão por Massachusetts, patrocinada pelo Comitê AntiSufrágio de Massachusetts.